# Apterogryllus kimberleyanus
Apterogryllus kimberleyanus är en insektsart som beskrevs av Baehr 1989. Apterogryllus kimberleyanus ingår i släktet Apterogryllus och familjen syrsor. Inga underarter finns listade i Catalogue of Life.